# اچ‌ام‌اس اسک (۱۸۵۴)
اچ‌ام‌اس اسک (۱۸۵۴) (به انگلیسی: HMS Esk (1854)) یک کشتی بود که طول آن ۱۹۲ فوت (۵۹ متر) بود. این کشتی در سال ۱۸۵۴ ساخته شد.